# Cacatua haematuropygia
Il cacatua delle Filippine (Cacatua haematuropygia (Statius Müller, 1776)) è un uccello della famiglia dei Cacatuidi, considerato in pericolo critico di estinzione.

## Descrizione
Specie affine al cacatua di Ducorps, si presenta con piumaggio bianco con velature gialle pallidissime e segni evidenti gialli su sottoala e parte inferiore della coda, dove compare anche un'evidente colorazione rosso-arancio. Ha occhio cerchiato di pelle azzurra, con iride scura nel maschio e rossiccia nella femmina; becco e zampe sono grigio chiaro. La taglia è attorno ai 30 cm e il ciuffo è corto e arrotondato.

## Biologia

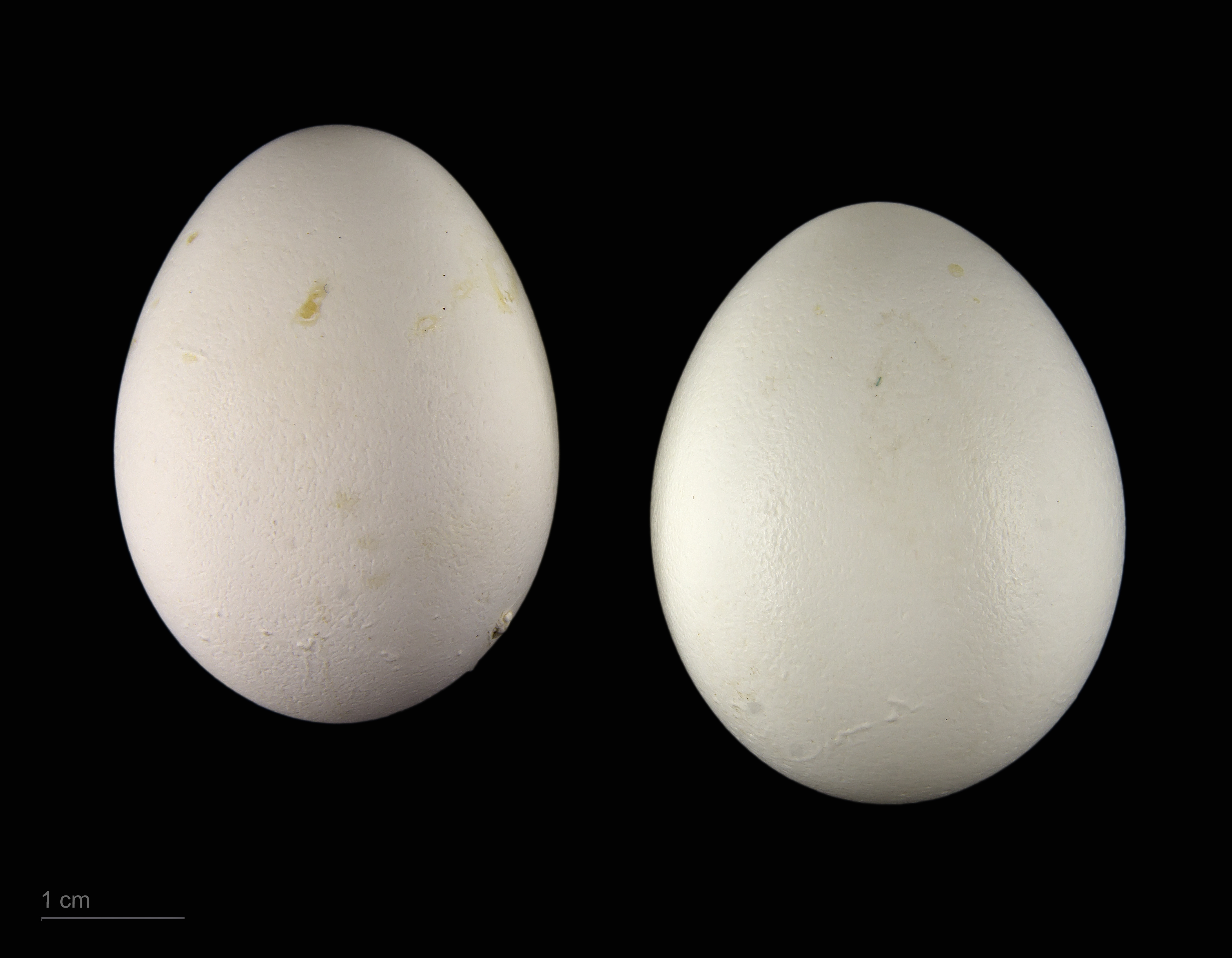
Cacatua haematuropygia

Si nutre di semi, bacche, frutta e spesso in passato, quando le popolazioni erano numericamente forti, era stato considerato dannoso per le coltivazioni. Vive in coppie o piccoli gruppetti che amano stazionare nella vegetazione fitta. La stagione degli amori inizia a maggio e la coppia nidifica a pochi metri da terra, negli alberi cavi, dove la femmina depone normalmente 2 uova che cova per 24-25 giorni. I piccoli lasciano il nido a circa 9 settimane dalla schiusa e dipendono ancora dai genitori per altre 3-4 settimane.

## Distribuzione e habitat
Vive nelle Filippine e nelle isole dell'arcipelago di Palawan, nel mare di Sulu, dove una volta era numeroso ma oggi, a causa della deforestazione, dell'incremento demografico umano e delle catture (facili quelle dei pulcini poiché i nidi sono a pochi metri da terra), è diventato raro. Si calcola che la popolazione complessiva oscilli tra i 1000 e i 4000 individui. Abita le foreste primarie e secondarie di pianura e le foreste di mangrovie.